# Schlacht bei Rakowitz
1. Phase: Schwedische Dominanz (1700–1709)
Dänischer Kriegsschauplatz (1700)
Humlebæk • Tönning I 
Livländ./ Estnischer Kriegsschauplatz (1700–1708)
Riga I • Jungfernhof • Varja • Pühhajoggi • Narva • Petschora • Düna • Rauge • Erastfer • Hummelshof • Embach • Tartu • Narva II • Wesenberg I • Wesenberg II
Ingermanländ./ Finnischer Kriegsschauplatz (ab 1701)
Archangelsk • Ladogasee • Nöteborg • Nyenschanz • Newa • Systerbäck • Petersburg • Wyborg I • Porvoo • Newa II • Koporje II • Kolkanpää
Litauisch-weißrussischer Kriegsschauplatz (1702–1706)
Vilnius • Saladen • Jakobstadt • Gemauerthof • Mitau • Grodno I • Olkieniki • Njaswisch • Klezk • Ljachawitschy
Polnischer Kriegsschauplatz (1702–1706)
Klissow • Pułtusk • Thorn • Lemberg • Warschau • Posen • Punitz • Tillendorf • Rakowitz • Praga • Fraustadt • Kalisch 
Russischer Kriegsschauplatz (1708–1709)
Grodno II • Golowtschin • Moljatitschi • Rajowka • Lesnaja • Desna • Baturyn • Koniecpol • Weprik • Opischnja • Krasnokutsk • Sokolki • Poltawa I • Poltawa II
2. Phase: Schweden in der Defensive (1710–1721)
Baltischer und Finnischer Kriegsschauplatz (bis 1714)
Riga II • Wyborg II • Pernau • Kexholm • Reval • Hogland • Pälkäne • Storkyro • Nyslott • Hanko 
Schwed./Norwegischer Kriegsschauplatz (1710–1721)
Helsingborg • Køge-Bucht • Bottnischer Meerbusen • Frederikshald I • Dynekilen-Fjord • Göteborg I • Strömstad • Trondheim • Frederikshald II • Marstrand • Ösel • Göteborg II • Södra Stäket • Grönham • Sundsvall
Norddeutscher Kriegsschauplatz (1711–1716)
Elbing • Wismar I • Lübow • Stralsund I • Greifswalder Bodden I • Stade • Rügen • Gadebusch • Altona • Tönning II • Stettin • Fehmarn • Wismar II • Stralsund II • Jasmund • Peenemünde • Greifswalder Bodden II • Stresow 
Die Schlacht bei Rakowitz, auch als Schlacht bei Warschau bezeichnet, war eine Schlacht des Großen Nordischen Krieges und fand am 21. Julischwed./ 31. Juli 1705greg. auf dem Gebiet des heutigen Warschauer-Stadtbezirks Wola statt. In diesem Gefecht wurde eine aus Sachsen und Polen bestehende Armee von einer fünfmal kleineren schwedischen Armee besiegt.
Das Heer der Polen und Sachsen, angeführt von Generalleutnant Otto Arnold Paykull, hatte eine Stärke von insgesamt 9.500 Mann (davon 6.000 Polen, 3.500 Sachsen). Die Schweden unter Generalleutnant Karl Nieroth verfügten nur über 2000 Mann.

## Vorgeschichte
| \| Schlacht bei Rakowitz \| |
| Lage des Schlachtfeldes     |
| Schlacht bei Rakowitz       |

Im Jahre 1699 wurde bei Moskau zwischen Zar Peter I., König August II. von Polen und Friedrich IV. von Dänemark im Vertrag von Preobraschenskoje eine Allianz gegen das Königreich Schweden geschlossen, mit dem Ziel der Schwächung der schwedischen Position im Ostseeraum. Der daraufhin ausbrechende Große Nordische Krieg entwickelte sich allerdings für die Allianz anderes als geplant. Statt der erhofften territorialen Gewinne im Baltikum gelang dem wettinischen König Polens August II. keine militärischen Erfolge gegen König Karl XII. von Schweden. Die militärische Lage entwickelte sich für die Allianz so schlecht, dass ab 1702 polnisches Territorium unmittelbar zum Aufmarschgebiet und Kriegsschauplatz schwedischer Truppen geworden war.
Nach dem Sieg von Krakau 1702 und der Eroberung von Thorn durch Karl XII. wurde die militärische und wirtschaftliche Position des polnischen Königs und sächsischen Kurfürsten Augusts II. aussichtslos. Aufgrund der verheerenden, wirtschaftlichen Folgen, spaltete sich nun der polnische Adel in unterschiedliche Lager auf. Die im Jahre 1704 gegründete schwedenfreundliche Konföderation von Warschau drängte auf eine Beendigung des Krieges. Ihr schloss sich Stanislaus Leszczyński an. Dieser führte ab 1704 die Friedensverhandlungen mit dem schwedischen König Karl XII, der das Vertrauen in Leszczyński gewann und ihn bei einer erneuten Königswahl zum polnischen König am 12. Juli 1704greg. unterstützte.
Die erste Hälfte des Jahres 1705 verlief in Polen ohne militärische Ereignisse. Die Stadt Rawitsch bildet das Hauptquartier für die schwedische Armee unter Oberkommando des Königs Karl XII. Zu der Zeit wurde entschieden, das der Kandidat Karls XII. Stanislaus Leszczyński, zum neuen polnischen König gekrönt werden solle. Diese Krönung sollte im Juli 1705 vonstattengehen. Seine Gegner sammelten daraufhin eine Streitmacht von 10.000 Mann in der Hauptstadt Polens, Warschau, um diese Krönung zu verhindern. Um die Sicherheit des Thronfolgers zu gewährleisten, sendete Karl XII. seinen Generalleutnant Karl Nieroth mit einer 2000 Mann starken Streitmacht nach Warschau.
Für die Schweden war die Sicherung der Thronfolge deshalb so wichtig, da nur mit ihrem Wunschkandidat die zu dem Zeitpunkt angelaufenen Friedensverhandlungen mit Polen abgeschlossen werden konnte. Der eigentliche polnische König, der Wettiner August II. war zu der Zeit zwar zu Friedensverhandlungen mit Schweden bereit, dennoch wollten die Schweden ihrerseits einen für ihre Zwecke fügsameren Kandidaten auf den polnischen Thron sehen. Somit sahen die Schweden mit der Entthronung August II. die einzige Möglichkeit, Frieden in ihrem Sinne zu schaffen.

## Verlauf

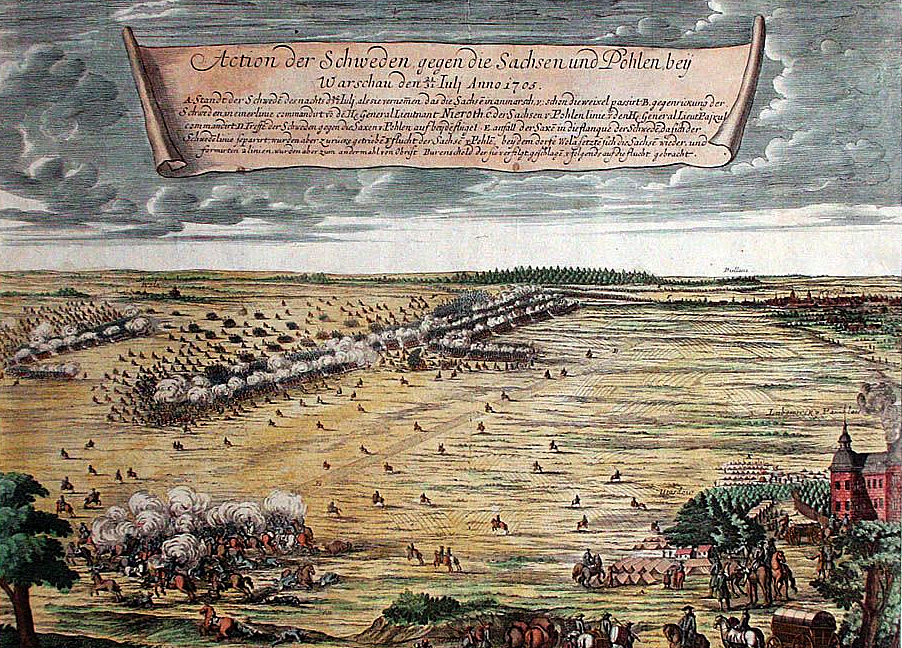
Schlacht bei Rakowitz

Die schwedische Armee unter Kommando des Generalleutnants Nieroth hielt sich außerhalb der Stadtmauern Warschaus bereit. Sie bestand aus drei Kavallerieregimentern und 60 Infanteristen.
Die sächsisch-polnische Armee marschierte auf der Straße von Błonie nach Warschau. Diese Armee war fast fünfmal so groß wie die schwedischen Kräfte. Der sächsische Generalleutnant Otto Arnold Paykull befehligte insgesamt 3.500 sächsische Kürassiere und 6.000 polnische Kavalleristen. Die Armee hielt bei Wola, einem Warschauer Vorort und bildete eine kompakte Schlachtlinie entlang der Straße von Rakowicz nach Warschau. Im Zentrum standen die Sachsen unter Paykul und dem ihm unterstellten Generalmajor Daniel Bodo von der Schulenburg (ein Bruder des bekannteren Generals Johann Matthias von der Schulenburg), und auf den Flügeln warteten die polnischen Reiter angeführt von sechs adligen Marschällen.
Am 21. Julischwed./ 31. Juligreg. entschied sich Nieroth zur Attacke. Dazu teilte er seine Linie in zwei eigene Flügel auf, da die gegenüberstehende polnisch-sächsische Schlachtlinie, die schwedische bei weitem überragte. Um 8.00 Uhr morgens begann der Vormarsch der schwedischen Formationen. Die schwedische Kavallerie ritt die Attacke mit hoher Geschwindigkeit und brach mit großer Intensität in die feindliche Linie ein. Dabei gelang es den Schweden, in dieser ersten Attacke auf der rechten Seite 3000 litauische Kavalleristen, die von der Intensität der Angriffswelle geschockt waren, vom Schlachtfeld aus in die Flucht zu schlagen.
An den anderen Punkten jedoch wurde den Schweden ein verbissener Widerstand entgegengebracht. Generalleutnant Paykull versuchte nun die Lücke, die sich zwischen den beiden schwedischen Flügeln auftat, zu nutzen. Sechs sächsischen Schwadronen gelang es, die Lücke zu durchqueren, um hinter der feindlichen Linie nach links zu schwenken und den dortigen Schweden in den Rücken zu fallen, was ihre Schlachtlinie in Unordnung brachte. Jedoch gelang es den Schweden, die Sachsen wieder zurückzudrängen. Auf dem linken schwedischen Flügel attackierten die schwedischen Kavalleristen die dort befindlichen 3000 Sachsen mit anhaltendem Kampfrausch, bis die Sachsen ihre Stellung nicht halten konnten, drehten und sich zurückzogen. Kurz darauf stoppten die Sachsen und formten aufs Neue eine Schlachtlinie. Daraufhin entwickelte sich erneut ein hartnäckiges Gefecht mit den Schweden, die auch dieses gewannen.
Nach sechs Stunden war die Schlacht zu Ende. Die Schweden erlitten 150 Tote und 150 Verwundete. Bei den Polen und Sachsen waren etwa 500 Tote und um die 1000 Verwundete zu beklagen.

## Folgen
Am 4. Oktober 1705 wird Stanislaus Leszczyński zum neuen polnischen König gekrönt. Am 18. November 1705 schließt Polen Frieden mit Schweden.